# Cerura rarata
Cerura rarata är en fjärilsart som beskrevs av Walker 1865. Cerura rarata ingår i släktet Cerura och familjen tandspinnare. Inga underarter finns listade i Catalogue of Life.